# Norbaeocistina
La norbaeocistina è una triptamina dalla struttura chimica correlata a quella della psilocibina e in modo ancora più marcato della baeocistina. A differenza di quest'ultima non è sicuro che la molecola contribuisca agli effetti enteogenici della psilocina.
Si trova in dosi apprezzabili solamente negli Psilocybe baeocystis.